# Jamina

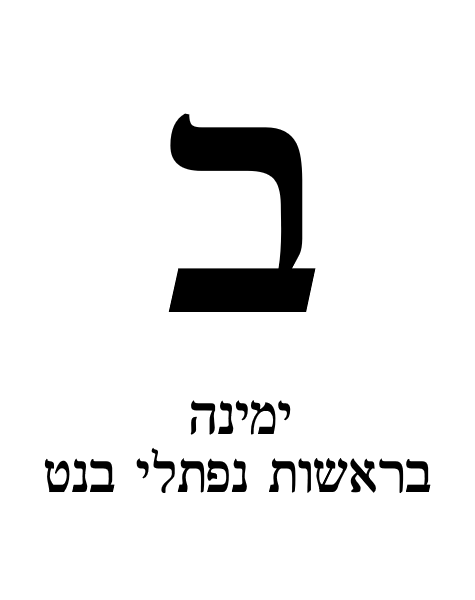
Wahlsymbol der Jamina ist der Buchstabe Beth

Jamina (hebräisch: ימינה, deutsch: „Nach rechts“) war der Name einer Fraktion in der Knesset und zuvor von 2019 bis Anfang 2021 ein Parteienbündnis in Israel. Als Bündnis wurde Jamina erstmals am 29. Juli 2019 von der nationalkonservativen Partei HaJamin HeChadasch („die Neue Rechte“) und der Union der rechten Parteien (ihrerseits bestehend aus den national-religiösen Parteien HaBajit haJehudi und Tkuma) gegründet. Das Bündnis wurde nach der Parlamentswahl im September 2019 aufgelöst. Zur Parlamentswahl 2020 formierte sich Jamina erneut und bildete anschließend eine gemeinsame Knesset-Fraktion. Im Mai 2020 verließ HaBajit haJehudi, im Januar 2021 auch Tkuma die Jamina-Fraktion, sodass diese – auch nach der Parlamentswahl 2021 – nur noch aus Abgeordneten der Partei HaJamin HeChadasch bestand. Seit Ende 2022 ist Jamina nicht mehr in der Knesset vertreten.

## Geschichte und Inhalte

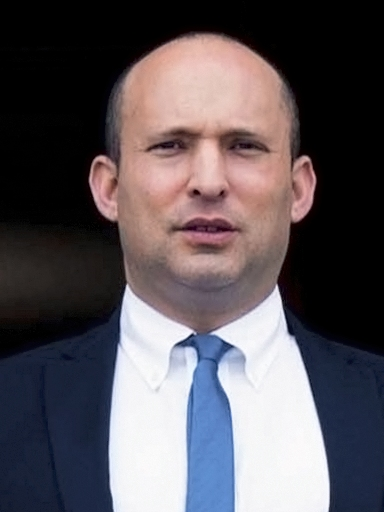
Naftali Bennett, Anführer von Jamina bei den Wahlen 2020 und 2021

Die gemeinsame Liste wurde für die Parlamentswahl im September 2019 geschaffen. Die Spitzenkandidatin Ajelet Schaked erklärte am 13. August 2019: „Wir sind eine rechtsgerichtete Partei, was Werte und Ideologie angeht, und wir werden einen rechtsgerichteten Kandidaten als Premierminister empfehlen. Benjamin Netanjahu führt derzeit die größte rechtsgerichtete Partei an.“ Das Bündnis erhielt 5,9 Prozent der Stimmen und 7 der 120 Sitze in der Knesset. Eine Stunde nach Schließung der Wahllokale der Parlamentswahl erklärte das Bündnis seine Auflösung. In den Verhandlungen zur Regierungsbildung würden die drei Parteien aber noch gemeinsam als „technischer Block“ auftreten. Am 19. September 2019 vereinbarten die rechts-religiösen und ultra-orthodoxen Parteien gemeinsam mit Netanjahu, dass sie als Block in eine Koalition eintreten möchten; dabei soll Benjamin Netanjahu der Kandidat für das Amt des Premierministers sein.
Am 10. Oktober 2019 genehmigte der zuständige Knessetausschuss die Auflösung der Fraktion. Infolgedessen hatte die Fraktion der Neuen Rechten drei Knesset-Sitze – die von Naftali Bennett, Ajelet Schaked und Matan Kahana. Der Fraktion HaBajit haJehudi-Tkuma gehörten vier Abgeordnete an: Rafi Peretz und Moti Yogev vom „Jüdischen Heim“ sowie Bezalel Smotrich und Ofir Sofer von der Partei „Wiedergeburt“.
Bei den Wahlen zur Knesset 2020 gewann das wieder zusammengefügte Jamina-Bündnis 5,2 Prozent der Stimmen und 6 Knesset-Sitze. Davon gingen drei Sitze an HaJamin HeChadasch (Naftali Bennett, Ajelet Schaked und Matan Kahana), zwei an Tkuma (Bezalel Smotrich und Ofir Sofer) sowie einer an HaBajit haJehudi (Rafi Peretz). Da Jamina in Opposition gegen die im Mai 2020 gebildete Regierung Netanjahu V ging, während Rafi Peretz dieser als Minister für Jerusalemer Angelegenheiten beitrat, verließ Peretz die Jamina-Fraktion und bildete eine Ein-Mann-Fraktion des HaBajit haJehudi. Im Januar 2021 schieden auch Smotrich und Sofer aus Jamina aus und gründeten die Fraktion der Nationalen Union. Dies erfolgte in Vorbereitung der Parlamentswahl im März 2021, bei der Tkuma (unter dem neuen Namen HaTzionut HaDatit, „der Religiöse Zionismus“) ein Wahlbündnis mit der rechtsextremen, kahanistischen Otzma Jehudit und der LGBT-feindlichen Noam-Partei einging.
Somit bestand die Jamina-Fraktion nur noch aus Mitgliedern der Partei HaJamin HeChadasch, die im Wahlkampf 2021 auch die Bezeichnung Jamina für sich verwendete. Kurz vor der Wahl erklärte auch HaBajit haJehudi wieder seine Unterstützung für Jamina. Trotz Verlust eines Bündnispartners konnte sie sich auf 6,2 Prozent der Stimmen und 7 Sitze in der Knesset steigern. Von Juni 2021 bis Dezember 2022 war sie Teil der Regierung Bennett-Lapid, in der sie mit Naftali Bennett bis zur Selbstauflösung der Knesset im Juni 2022 den Ministerpräsidenten stellte. Zur Parlamentswahl im November 2022 schloss sich HaJamin HeChadasch wieder mit HaBajit haJehudi zusammen, mit 1,2 Prozent der Stimmen verfehlte die gemeinsame Liste aber den Wiedereinzug in die Knesset und die Jamina-Fraktion löste sich auf.